# 薫 (ミュージシャン)
薫（かおる、1974年2月17日 - ）は、日本の男性音楽家。DIR EN GREYのギタリスト、作曲家兼リーダー。兵庫県出身。血液型A型。 身長170cm。

## 概略
バンドに興味を持ったきっかけは、中学校時代の友人に借りた、DEAD ENDの『DEAD LINE』を聴いた時である。当時はボーカルにしか興味が無く、ギターを弾くきっかけになったのは、X JAPANのライブを観てHIDEに憧れを抱いたからである。
高校卒業後、両親に促され、簿記の専門学校に入学した。しかし、始めからすぐに退学する気と後々両親に学費を返金する気でいたため、あえて授業料と入学料の安い学校を選んだ。専門学校中退後は、2年ほどニートだった。
二十歳の時にバンド活動を始め、CHARM（KAORU名義）、La:Sadie'sなどのバンドを渡り歩いた後、DIR EN GREY（当時の表記は『Dir en grey』）を結成し、1999年にメジャー・デビュー。
2015年10月3日より、自身初のラジオ番組『The Freedom of Expression』（InterFM）を担当。
2015年10月21日、雑誌『音楽と人』で連載していたエッセイ『薫の読弦』を単行本化した、自伝的エッセイ集『読弦』を、タワーレコード限定で発売。
2019年1月31日 - 2月3日、東京・TEMPORARY CONTEMPORARYにて、初の絵画個展『ノウテイカラノ』および『krim&zon展』を開催。

## 人物
影響を受けたバンドはX JAPAN、THE MAD CAPSULE MARKETS、パンテラ、ナイン・インチ・ネイルズ、スマッシング・パンプキンズ、ミニストリーなど。
DIR EN GREYのメインコンポーザーとしてほとんどの楽曲の作曲をしている。
クイーンアドリーナのボーカリスト、ケイティ・ジェーン・ガーサイドとは対談を行っている。
2014年頃から、右手に手指機能障害と神経麻痺を患っている。同年のライブより右手人差し指に違和感を覚え、ライブ中にたびたびピックを落とすことがあった。同年最後のツアーを終わる頃には自力でピックを持てなくなったうえ、人指し指を支えていた親指までおかしくなり、残りの3本の指も悪化していった。複数の病院で診て貰ったところ、腱や関節の靱帯が緩んだことが原因と診断された。2015年現在は、ピックを両面テープで指に貼り付けて弾くことで対応している。
絵を描くことが好きで、中学生の頃までは漫画家になりたいと思っていた。ギターを弾き始めた頃はイラストを描く程度だったが、前述の右手の機能障害のリハビリとして、絵画制作を本格的に始めている。2019年には絵画個展を開催するに至る。
漫画家の坂本眞一と交流がある。2014年頃にTwitterで、DIR EN GREYについて触れた坂本のツイートを発見し、自分からメッセージを送ったことで交流が始まった。知り合う以前から、薫は坂本が描いた『イノサン』を購読していて、一方の坂本もDIR EN GREYの音楽を聴いており、お互いの作品に「自分と似ている」部分があることを感じていた。2018年には坂本との対談が行われた。

## 使用機材

### ギター
- ESP HORIZON CUSTOM

シグネイチャー・モデル、"GANESA"誕生以前のメイン。ライブで破壊されたこともある。
- ESP MA-300 CUSTOM

「Cage」で使用されていたギター。サスティナーが付いている。
- ESP GANESA Ⅰ～Ⅸ

DIR EN GREY初の武道館ライブでお披露目になって以来、タツノオトシゴを意識した様な独特なシェイプで自身のシグネイチャー・モデルの代名詞というべき存在だった。
初期はホライゾンをベースとしたスペックだったが、途中からアルダーボディーに代わり、最終系はネック・ボディ共にマホガニーとなりチューン・O・マチックブリッジ仕様となった。
- ESP VP-200

VPシリーズを使用するきっかけになったモデル。
- ESP VP-CTM

VP-200をベースにトップにメイプルを貼りセットネック仕様にしたギター。
- ESP VP-SL7

「OBSCURE」で使用されるモスグリーンの7弦ギター。ピックアップはセイモア・ダンカンSH-5-7。チューニングは7弦側からA、D、A、D、G、B、E（つまりレギュラーチューニング+6弦と7弦のみ1音下げ）という変則チューニング。
「LOTUS」以降は弦がボディ裏通しのタイプを2本使用し、ピックアップをネック EMG 707、ブリッジ EMG 81-7に改造して使用していたが最終的にはブリッジも707に変更された。
後にドクロのペイントが追加されHarf Mat Blackを半音下げチューニング、Harf Mat Moss GreenをA、D、A、D、G、B、Eチューニングで使用していた。
- ESP D-KV-420

GANESAの後を継いだメインギター。2011年DSS以降7弦ギターがメインになっている為、活躍は少なくなっている（ほぼ見かけない）。ピックアップごとに2タイプあって、ピックアップをEMGとセイモア・ダンカンを搭載しているものがある。チューニングは、基本的にドロップC#（半音下げ+6弦のみさらに1音下げ）。ドロップチューニング用に、6弦のみブリッジにチューブを使って弦のテンションを強めている。
「激しさと、この胸の中で絡み付いた灼熱の闇」と「残」では、6弦からA#、G#、C#、F#、A#、D#の為、スケールを666ミリのエクストラロングスケールへ変更したD-KV-CUSTOMを使用している。
- ESP THROBBER-STD 薫 CUSTOM

「蜷局」で使用されるギター（2ハム仕様をテレキャス系PUとブリッジに改造。プレイ時はフロントPUのみを使用）。
- ESP D-KV-7st

7弦メインのdum spiro speroをリリース後に制作されたもの。半音下げチューニング用にパープルスパークルのドクロがプリントされた物、A、D、A、D、G、B、Eチューニング用にパーツとドクロのプリントがゴールドの物、全体がパープルにラメが入ったものがある。
- Gibson FLYING-V
- Fender STRATOCASTER

　　63年製。元々は親交があった青木裕(downy)の所有していたギターで、青木が亡くなった際にdownyのメンバーである青木ロビンから譲り受けたものである。
- PRS Custom 24

アームダウンを多用する「孤独に死す、故に孤独。」で使用されているギター。
などもレコーディングやステージで使用している。

### その他
アンプは、初期にはボグナーとカスタムオーディオ製で、現在はディーゼルを使用している。
また、キャビネットは主に初期 - 中期はマーシャル・VHTを使用していた。海外に行くようになってからは、オレンジを使用している。アンプ・キャビネット等は、頻繁に変わるが選考の基準となるのは「立ち上がりの早さ」である。2009年以降はエフェクターで歪ませる事を好みSHARK WARZY DRIVE、EMMA PisdiYAUwot（LOTUSのレコーディングのみ）、AMT E1などを使用している。またライブではワイヤレスシステムを極力使用せず、長いケーブルを使用している。
薫のプロデュースにより、ギター型モバイルバッテリー「DIR EN GREY 薫 JAPANESE ZOMBIE HEROEZ GUITAR BATTERY CHARGER」が発売された。

## 著書
- 読弦（2015年、タワーレコード限定）
- 読弦 弐（2018年、タワーレコード限定）